# 為子内親王
為子内親王（いし/ためこないしんのう）は、光孝天皇の皇女で醍醐天皇妃。母は班子女王、宇多天皇の同母妹。

## 生涯
元慶8年4月13日（884年5月11日）に同母兄定省王（後の宇多天皇）らとともに臣籍降下して源朝臣を賜る。寛平3年（891年）に宇多天皇の同母妹であることから内親王宣下を受けて皇族に復帰した。
寛平9年（897年）に醍醐天皇の即位と同時に入内して妃となった（この時、皇后は不設置であった）。宇多上皇は阿衡事件の教訓から藤原北家嫡流を外祖父とする皇子の出生を望まず、為子所生の男子を立太子する方針であったが、為子は2年後に勧子内親王を産んで間もなく死去した。
このため、次の后として藤原時平の妹穏子を入内させようとした醍醐天皇・藤原時平とこれに反対する宇多上皇との対立が発生（『九暦』）し、後の宇多上皇による斉世親王の皇位継承者指名問題及び菅原道真の大宰権帥左遷事件（いわゆる昌泰の変）が発生したとも言われている。